# Stanislaus August Poniatowski

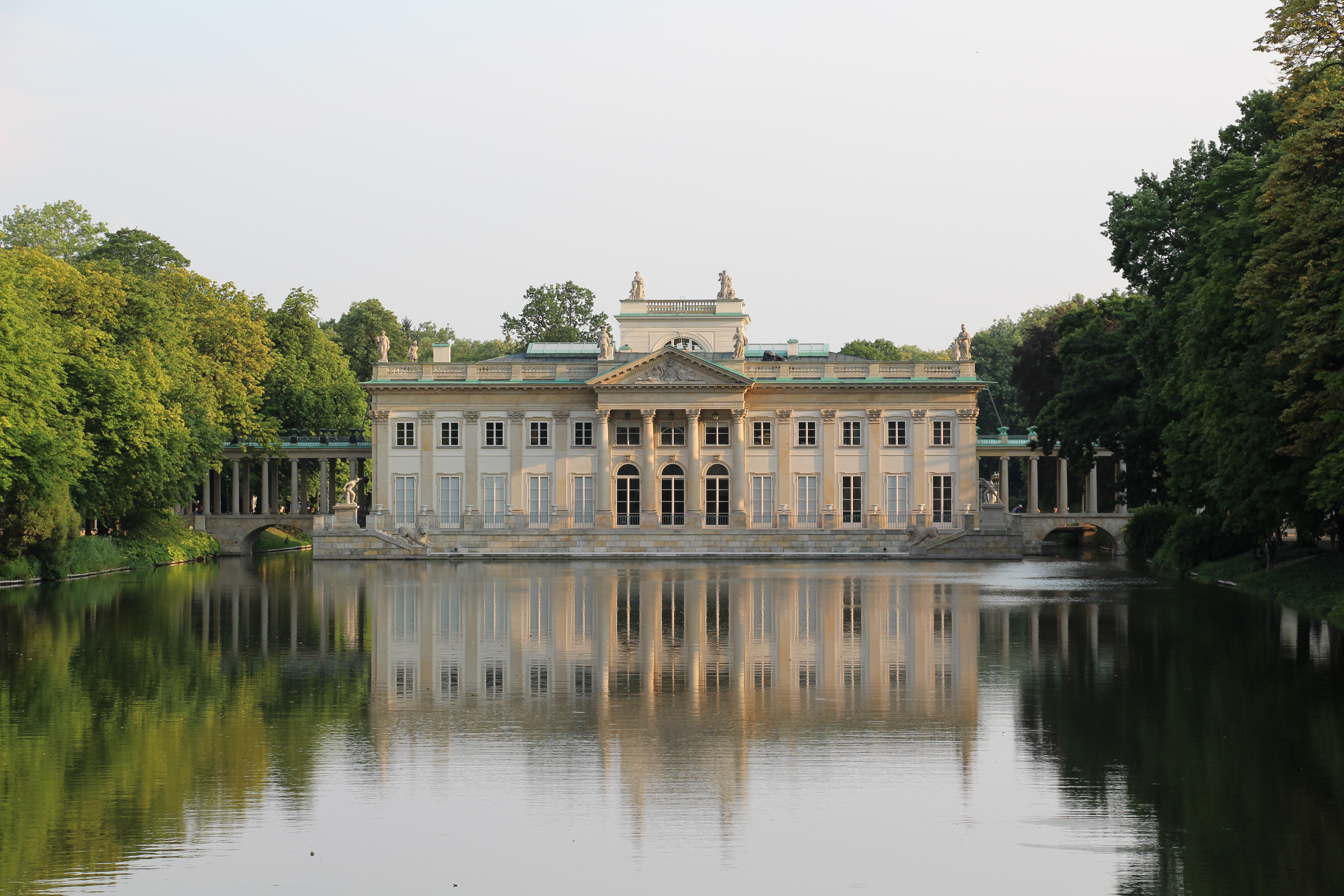
Łazienkipaleis, het 'Paleis op het Eiland', Warschau

Stanislaus Anton Poniatowski (Pools: Stanisław Antoni Poniatowski) (Wołczyn, 17 januari 1732 - Sint-Petersburg, 12 februari 1798) was van 1764 tot 1795 als Stanislaus August de laatste koning van het zelfstandig Polen en Litouwen.

## Afkomst en vroege carrière
Stanislaus Anton Poniatowski (zijn latere troonnaam Stanislaus August verwees naar zijn beide voorgangers Stanislaus Leszczyński en August III)  werd in 1732 geboren in Polesië als zoon van Stanisław Poniatowski en Konstancja Czartoryska. Zijn rappe politieke carrière dankte hij voornamelijk aan zijn moeder, een telg uit het magnatengeslacht Czartoryski. Sinds 1755 was hij secretaris van de Britse gezant Charles Hanbury Williams in Sint-Petersburg, die eerder gezant in Saksen geweest was. Via Williams leerde hij de latere keizerin Catharina de Grote kennen, die zich zeer tot de jonge edelman aangetrokken voelde en hem als minnaar nam.

## Kunstliefhebber
Tijdens zijn vele reizen door Europa, in de jaren waarin hij nog geen koning was, leerde hij de beroemde Parijse salonnière Madame Geoffrin kennen, met wie hij tot aan haar dood innig bevriend bleef. Hij werd net als zij een vurig schilderijenverzamelaar en zou aan zijn 'Museum Polonicum' in het Paleis op het Eiland bouwen, waar hij in 1793 in zijn galerie en bas onder meer Rembrandts De Poolse ruiter (ca. 1655) en Het Meisje en De Geleerde uit 1641 als pendanten tentoonstelde. Zijn hofschilder, kunstkoper en bouwmeester was Marcello Bacciarelli.

## Koningschap
Met steun van Catharina werd Poniatowski na de dood van koning August III op 7 september 1764 tot staatshoofd van het Pools-Litouwse Gemenebest gekozen. Om deze sterk verzwakte staat opnieuw in te richten ondernam hij wetenschappelijke, culturele en politieke hervormingen die een culturele en economische bloeitijd tot gevolg hadden. Zo stichtte hij de Ridderschool (de eerste seculiere eliteschool in het land), nam hij het initiatief tot het aanleggen van kanalen, bevorderde de mijnbouw en de wolindustrie en beperkte hij het liberum veto, een vetorecht dat de Poolse landdag tot spreekwoordelijk geworden chaos had veroordeeld. Verdergaande hervormingspogingen werden tegengewerkt door de buurlanden Rusland, Pruisen en Oostenrijk, die vreesden dat een hervormd Polen zich aan hun invloed zou onttrekken.
Deze staten besloten na de oorlog van de Confederatie van Bar in 1772 delen van Polen te annexeren. Stanislaus August moest bij deze Eerste Poolse Deling machteloos toezien. Hierna stond Rusland beperkte hervormingen toe, waaronder het ontbinden van de jezuïetenorde (1773), het oprichten van een ministerie van Onderwijs (mogelijk het eerste in Europa), een nieuwe grondwet (1775), het afschaffen van marteling en heksenvervolging en de hervorming van een klein leger. In 1791 nam de landdag de zeer vooruitstrevende grondwet van 3 mei 1791 aan, waarin ook het liberum veto werd afgeschaft. De door Catharina de Grote gesteunde conservatieve adel, verenigd in de Confederatie van Targowica, verzette zich echter gewapenderhand tegen deze grondwet. Stanislaus August zag zich uiteindelijk gedwongen zich bij de confederatie aan te sluiten, waarna de grondwet werd ingetrokken. Catharina eiste hierop een tweede Poolse deling, die in 1793 plaatsvond. In het voorjaar van 1794 brak er een nationale opstand uit tegen de delingen. De opstand werd bloedig neergeslagen en Stanislaw August werd door de Russen gedwongen naar Grodno af te reizen. Hij verliet op 7 januari 1795 zijn paleizen en bracht op bevel van Catharina de Grote de eerste twee jaren van zijn ballingschap in Grodno door. Hij schreef er zijn memoires in acht dikke delen. Generaal Bezborodko, een vertrouweling van Catharina, was er zijn bewaker. 
Met de derde deling in 1795 verdween Polen van de kaart en moest Stanislaus August aftreden (25 november 1795). Dit was het definitieve einde van het Pools-Litouwse rijk.

## Ballingschap en overlijden
Na de dood van Catharina de Grote nodigde haar zoon, tsaar Paul I (1754-1801), die er mee koketteerde dat hij weleens de zoon van Stanislaus August zou kunnen zijn, hem in 1797 uit naar Sint-Petersburg te komen. Stanislaus August bracht zijn laatste levensjaar door in het Marmerpaleis aan de Neva in Sint-Petersburg, waar hij op 12 februari 1798 aan een beroerte stierf. Zijn stoffelijk overschot werd bijgezet in de Catharinakerk in Sint-Petersburg. In 1938 werd hij herbegraven in een kerk in zijn geboortestad Wołczyn, waar hij was gedoopt, en in 1995 wederom herbegraven in de Johanneskathedraal te Warschau. Een eerdere poging in 1993 om hem te herbegraven mislukte omdat zijn stoffelijk overschot in de geruïneerde kerk van Wołczyn onvindbaar bleek. In september 1939 was het Rode Leger Polen binnengevallen en werd de sarcofaag vernield en het graf geschonden. In 1988, tijdens Gorbatsjovs perestrojka, konden resten van de koning en zijn koningsmantel naar Warschau worden overgebracht. Kerkelijke autoriteiten gaven aanvankelijk geen toestemming om aan een vrijmetselaar een christelijk graf te geven. Hij werd er uiteindelijk toch in 1995 begraven. Hij heeft in de kathedraal een eenvoudig grafmonument, waar wat as uit Wolczyn en een fragment van de fluwelen koningsmantel zijn begraven.